# 平山金十郎
平山金十郎（ひらやまきんじゅうろう、天保10年（1839年） - 明治34年（1901年）9月1日）　武蔵国出身で蝦夷地に移住。箱館戦争直前に八王子千人同心出身者らと五稜郭を襲撃するクーデターを計画したが未遂に終わった。旧姓・清水。名は敬作。

## 略歴
天保10年（1839年）、武蔵国小梅村（現・東京都墨田区向島）の魚問屋に生まれる。会津若松の親戚・清水当右衛門のもとで育つ。
七重薬草園を作った栗本鋤雲の書生となり、郷兵寄宿所の指導など箱館奉行所の仕事に従事する。
文久2年（1862年）、峠下村（現・七飯町）の平山鋭次郎の娘テツの婿となり平山姓となる。平山鋭次郎は、伊賀者の家系である江戸の剣客・平山行蔵の又従弟で養子。蝦夷地に移住し、峠下に入植した八王子千人同心の子弟を教育する私塾を開いていた。

### 五稜郭襲撃計画
大政奉還の後、蝦夷地は箱館府が治めることとなり、五稜郭で府知事・清水谷公考が政務を執っていた。これに対し、平山は、南部出身の浪人・花輪五郎、八王子千人同心出身の渡辺元長、馬場政照らと、五稜郭を襲撃し、清水谷知事を捕虜にする計画を立てる。慶応4年（1868年）7月5日決行予定であったが、直前に渡辺元長が内通し、箱館府兵に検挙される。花輪らは捕まったが、平山は逃亡、峠下の山中に潜伏する。
その後、箱館戦争で旧幕府軍に加わり戦うが、敗戦後に小舟で蝦夷地を脱出し、仙台、江尻（現・静岡市）を転々とする。
明治7年、七重に戻り、峠下に寺子屋を開く。明治34年（1901年）9月1日、峠下の高田勘九郎宅で死去。享年63。七飯町峠下に墓がある。

## 関連する作品
- 久保栄『五稜郭血書』　平山金十郎が主人公の戯曲

昭和8年に築地小劇場、昭和9年に前進座、昭和27年に劇団民芸で上演。